# Marie de Bohun
Pour les articles homonymes, voir Bohun.
Pour les autres membres de la famille, voir Famille de Bohun.
Titre
Comtesse de Northampton
22 décembre 1384 – 4 juin 1394
(9 ans, 5 mois et 13 jours)
Marie de Bohun (vers 1369 ou 1370 – 4 juin 1394), est la première épouse du futur roi Henri IV d'Angleterre, et la mère du roi Henri V. Elle meurt au château de Peterborough, avant que son mari ne monte sur le trône, en donnant naissance à son dernier enfant, Philippa d'Angleterre, et n'a donc jamais été reine. Elle est enterrée dans l'église de l'Annonciation de Notre-Dame de Newarke de Leicester.
Elle est la fille de Humphrey (IX) de Bohun († 1373), 7e comte d'Hereford, et de Jeanne FitzAlan, sœur de Richard FitzAlan.

## Descendance
Ses enfants sont :
- Henri V d'Angleterre (1386-1422) ;
- Thomas, duc de Clarence (1387-1421) ;
- Jean, duc de Bedford (1389-1435) ;
- Humphrey, duc de Gloucester (1390-1447) ;
- Blanche d'Angleterre (1392–1409) mariée in 1402 à Louis III du Palatinat ;
- Philippa d'Angleterre (1394–1430) mariée en 1406 à Éric de Poméranie, roi du Danemark, de Norvège et de Suède.

### Sources
- (en) Cet article est partiellement ou en totalité issu de l’article de Wikipédia en anglais intitulé « Mary de Bohun » (voir la liste des auteurs).